# نوداری مایسورادزه
نوداری مایسورادزه (روسی: Нодари Отариевич Маисурадзе؛ زادهٔ ۱۸ فوریهٔ ۱۹۸۸) اسکیت‌باز نمایشی اهل روسیه است.